# Cantes de ida y vuelta
Se llama cantes de ida y vuelta al conjunto de los palos flamencos originados a partir de la música popular hispanoamericana. Se consideran en este grupo la milonga flamenca, la vidalita, la rumba, la colombiana, la guajira y la habanera, entre otros.

## Terminología
Se emplea la expresión «de ida y vuelta» por la antigua creencia de que estos estilos habían llegado a América por los emigrantes andaluces, se habían transformado allí y, con el regreso de los emigrantes y con la vuelta a los orígenes de sus descendientes, se habían conformado los palos alcanzando las formas que se conocían entonces en España.